# Торрегротта
Торрегро́тта (итал. Torregrotta, сиц. Turrigrutta) — коммуна в Италии, располагается в регионе Сицилия, подчиняется административному центру Мессина.
Население составляет 6826 человек (на 2004 г.), плотность населения составляет 1637 чел./км². Занимает площадь 4 км². Почтовый индекс — 98040. Телефонный код — 090.
Покровителем коммуны почитается святой Павлин Ноланский, празднование 22 июня.